# Bolostromus riveti
Bolostromus riveti is een spinnensoort uit de familie Cyrtaucheniidae. De soort komt voor in Ecuador.